# Fonbeauzard
Fonbeauzard település Franciaországban, Haute-Garonne megyében. Lakosainak száma 3086 fő (2022. január 1.). Fonbeauzard Castelginest, Aucamville, Launaguet és Saint-Alban községekkel határos.

## Népesség
A település népességének változása:
| Lakosok száma | 278  | 1286 | 2393 | 2766 | 2899 | 2956 | 2973 | 3011 | 2993 | 3086 |
|               | 1968 | 1982 | 1990 | 2006 | 2013 | 2015 | 2017 | 2019 | 2020 | 2022 |